# Монторіо-аль-Вомано
Монторіо-аль-Вомано (італ. Montorio al Vomano) — муніципалітет в Італії, у регіоні Абруццо,  провінція Терамо.
Монторіо-аль-Вомано розташоване на відстані близько 125 км на північний схід від Рима, 32 км на північний схід від Л'Аквіли, 12 км на південний захід від Терамо.
Населення — 8239 осіб (2014).
Щорічний фестиваль відбувається 16 серпня. Покровитель — святий Рох.

## Демографія
Населення за роками:

Станом на 1 січня 2023 року в муніципалітеті офіційно проживало 430 іноземців з 33 країн, серед них 116 громадян країн Євросоюзу та 4 громадяни України.

## Уродженці
- Карло Флорімбі (*1947) — футбольний тренер.

## Сусідні муніципалітети
- Башано
- Колледара
- Кортіно
- Кроньялето
- Фано-Адріано
- Терамо
- Тоссічія

## Міста-побратими
- Аматриче, Італія
- Апрілія, Італія